# Бараново (Одесская область)
Бара́ново (укр. Баранове) — село, относится к Ивановскому району Одесской области Украины.
Население по переписи 2001 года составляло 563 человека. Почтовый индекс — 67230. Телефонный код — 4854. Занимает площадь 2,881 км². Код КОАТУУ — 5121880401.

## Местный совет
67230, Одесская обл., Ивановский р-н, с. Бараново, ул. Центральная, 39.